# Farolim de Azurara
O Farolim de Azurara, ou farolim anterior do primeiro enfiamento da barra de Vila do Conde, na foz do Rio Ave, localizado atrás da praia de Azurara em Vila do Conde. O enfiamento é ainda constituído pelo Farol de Azurara, cerca de 250 m para o interior, num pinhal junto ao parque de campismo, e pelo agora desactivado Facho de Árvore, mais para o interior, a cerca de 1 050 m, junto da estrada nacional (EN 13), na freguesia de Árvore.
O dispositivo ótico encontra-se instalado no cimo de um simples poste de betão, com faixas vermelhas e brancas, emitindo luz verde num ciclo de 2 segundos ligado, 2 segundos desligado.
IN Memórias Paroquiais de Árvore, 1732:
"Serve o Campanario dos sinos desta Igreja de demarcação, ou baliza aos que com mar tempestuoso vem demandar a barra de Azurara, e Vila do Conde, porque vindo do mar alto a caminho de Leste, e emparelhando numa baliza, que está no areal, a que vulgarmente chamão Sinal, com o campanário dos sinos desta Igreja, por mais embravecido, e furioso, que ande o mar, vem seguros por aquelle carreiro, ate descobrirem três marcos, que emparelhados em hum, lhé mostra a terra, pelos quaes se guião caminho do Norte, e aqui hé o mayor perigo, por apanharem os mares as embarcações de través; e fora sem duvida muito mayor, se não tiverão o asylo (abrigo) de huma serraria de pedras a que chamão a parede, que parece a natureza, ou o Author della alli levantou para alivio daquelas aflicções."

## Outras informações
- Activo: Sim
- Acesso: Urbanização da Gaivota